# I sekretarze Komitetu Warszawskiego PPR
Funkcję I sekretarza Komitetu Warszawskiego PPR sprawowali kolejno:
| Imię i nazwisko       | Od                | Do                | Uwagi           |
| --------------------- | ----------------- | ----------------- | --------------- |
| Włodzimierz Dąbrowski | stycznia 1942     | lutego 1942       |                 |
| Franciszek Wawrzyniak | lutego 1942       | kwietnia 1942     |                 |
| Jerzy Albrecht        | maja 1942         | sierpnia 1942     |                 |
| Władysław Gomułka     | sierpnia 1942     | grudnia 1942      |                 |
| Anastazy Kowalczyk    | stycznia 1943     | czerwca 1943      |                 |
| Aleksander Kowalski   | czerwca 1943      | maja 1944         |                 |
| Izolda Kowalska       | maja 1944         | sierpnia 1944     |                 |
| Izolda Kowalska       | 30 września 1944  | 20 stycznia 1945  | tylko na Pradze |
| Aleksander Kowalski   | 22 stycznia 1945  | 13 czerwca 1945   |                 |
| Jerzy Albrecht        | 13 czerwca 1945   | 28 listopada 1948 |                 |
| Stanisław Zawadzki    | 28 listopada 1948 | 15 grudnia 1948   |                 |